# The Intelligent Investor

Intelligent Investor är en bok om investering av Benjamin Graham. Boken publicerades i sin första upplaga år 1949. Därefter har boken släppts i nya uppdaterade versioner, men dock har Grahams bok alltid funnits i grunden.
Warren Buffett har kallat Grahams bok The Intelligent Investor för "den överlägset bästa boken om investering som någonsin skrivits". Boken handlar om hur en intelligent investerare kan uppträda. 
En allegori i boken, den om Mr. Market (Marknaden), handlar om att marknaden kan betecknas som en individ som man spelar emot. Mr. Market köper/säljer varje dag sina aktier till ett visst pris. Den intelligenta investeraren förstår dock att pris är en sak och värde en annan. De dagar då värdet är högre än priset köper han. Den intelligenta investeraren skall inte anta att priset är korrekt.
Boken har 20 kapitel, 7 appendix, samt för- och efterord. Beroende på upplaga kan antalet sidor ligga mellan 270 och 640.